# Bataille de Cassano (1158)
Pour les articles homonymes, voir Bataille de Cassano.
Bataille livrée par Frédéric Barberousse, à Cassano d'Adda, contre les Milanais en 1158 qui, battus, se replièrent au-delà du fleuve Adda vers leur cité. L’empereur se lança à leur poursuite mais, au passage du fleuve le pont de bois ne supporta pas le poids de la cavalerie impériale et s’effondra emportant dans les eaux du fleuve une partie des poursuivants. Cet épisode permit aux Milanais de retourner dans leur cité sains et saufs.